# Forår
 Der er for få eller ingen kildehenvisninger i denne artikel, hvilket er et problem. Du kan hjælpe ved at angive troværdige kilder til de påstande, som fremføres i artiklen.

 For alternative betydninger, se Forår (flertydig). (Se også artikler, som begynder med Forår)
Forår er en af de fire årstider. På den nordlige halvkugle ligger det astronomisk forår fra forårsjævndøgn omkring 21. marts til sommersolhverv 21.-22. juni., mens traditionelle forår i dansk sammenhæng er det almindeligt at betragte foråret som månederne marts, april og maj.[kilde mangler]
Der er ingen officiel meteorologisk definition; men for Danmark er foreslået perioden, hvor minimumstemperaturen ligger mellem 0 og 10 °C og gennemsnitstemperaturen er stigende (ca. 25. marts til ca. 19. juni).
TV 2 Vejret definerer den første meteorologiske forårsdag, som første dag hvor termometeret viser 15,0° eller mere. Statistisk sker det i gennemsnit den 24. marts.
Foråret er den tid, hvor eventuel vintersne og is smelter og jorden begynder at tø op. Det betyder, at blomster begynder at blomstre, og senere at træernes blade begynder at springe ud. Processen er ikke altid entydig, undertiden kan der ske snefald langt hen på foråret.
Foråret er også den tid, hvor trækfugle fra deres overvintringspladser trækker nordpå til deres ynglesteder.
Foråret er ligeledes den tid, hvor dyr, fx pindsvin, vågner op efter vinterdvalen.
Smeltningen af is og sne betyder, at den flydende vandmængde vokser. Det kan få vandstanden i søer og vandløb til at stige, undertiden flere meter. I visse områder kan dette føre til, at store områder oversvømmes. Fx i Estland forekommer dette i tilknytning til Soomaa Nationalpark, og tilstanden, der som regel kun varer et par uger, er kendt som "den femte årstid".

## Vejrrekorder for foråret i Danmark
- 1888 – Det koldeste forår med en middeltemperatur på 2,9 °C
- 1974 – Det tørreste forår med kun 46 mm. nedbør
- 1983 – Det vådeste og solfattigste forår med 285 mm. nedbør og 269 soltimer.
- 2022 – Det solrigeste forår med 711 soltimer.[2]
- 2024 – Det varmeste forår med en middeltemperatur på 9,1 °C.[3]